# Apogon spilurus
 Apogon spilurus és una espècie de peix de la família dels apogònids i de l'ordre dels cipriniformes que es troba a les costes del Pakistan.